# Sean Creech Motorsport
Le Sean Creech Motorsport est une écurie de sport automobile américaine fondée par Sean Creech. Elle fait participer des voitures de type sport-prototype en catégorie LMP2 dans des championnats tels que le WeatherTech SportsCar Championship.

## Histoire

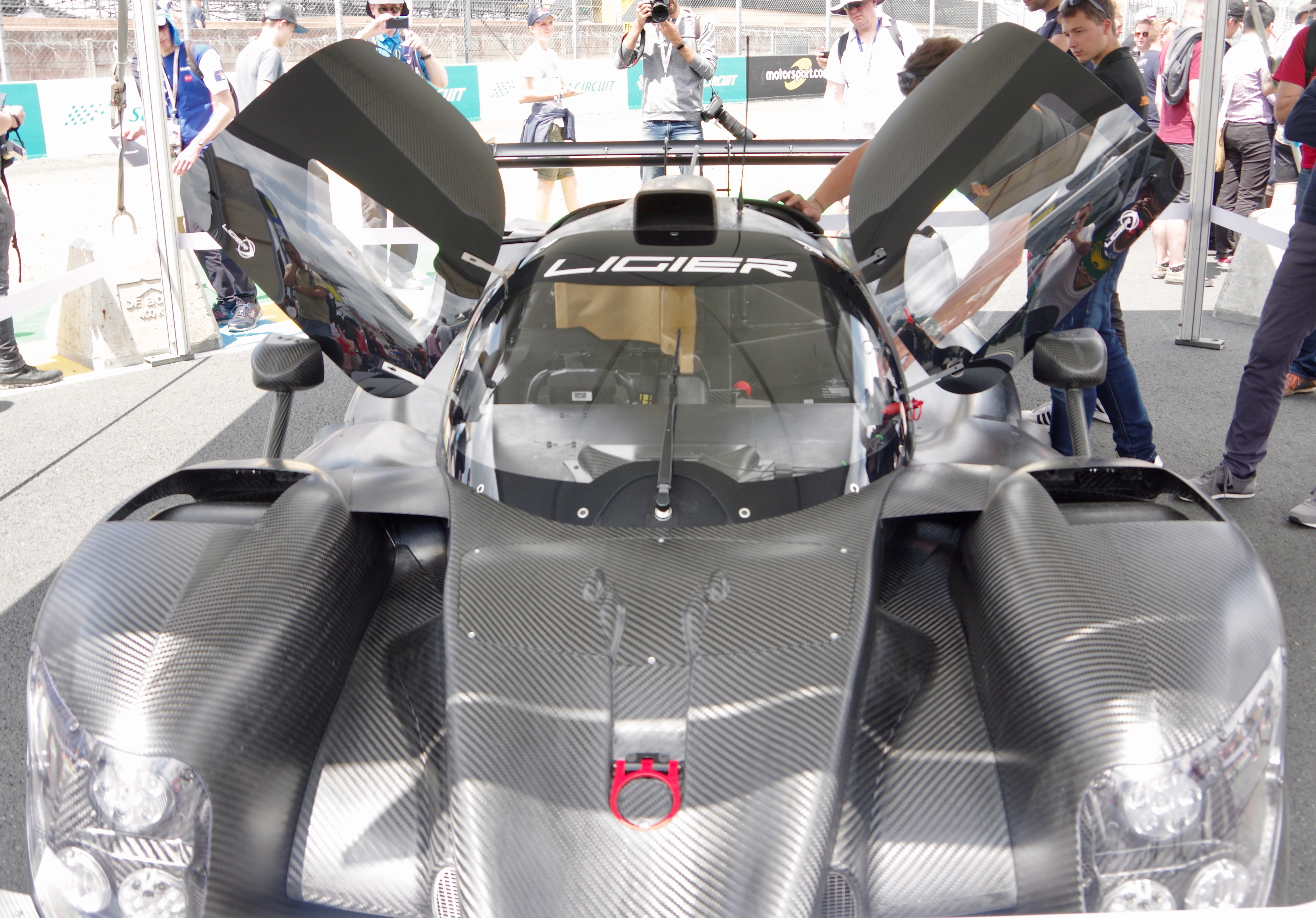
Une Ligier JS P320 telle que celle utilisée par l'écurie Sean Creech Motorsport.

En 2021, le Sean Creech Motorsport, qui participait depuis 2019 au championnat IMSA Prototype Challenge dans la catégorie LMP3 avec des Ligier JS P3, saisit l'opportunité de l'ouverture du championnat WeatherTech SportsCar Championship à la catégorie LMP3 pour s'y inscrire avec une Ligier JS P320. Pour cela, l’expérimenté pilote portugais João Barbosa et le pilote américain Lance Willsey composent l'équipage de la voiture pour l'intégralité de la saison. Ils sont rejoints par le pilote français Yann Clairay et le pilote britannique Wayne Boyd pour les 24 Heures de Daytona. Lors de cette première participation, la voiture finit le double tour d'horloge en 2e position. Wayne Boyd étant retenu par ses obligations au sein de l'écurie américano-anglaise United Autosports pour la seconde manche du championnat et l'écurie étant satisfaite des performances de Yann Clairay, celui-ci est reconduit pour les 12 Heures de Sebring,. Après les Sports Car Challenge at Mid-Ohio, Lance Willsey annonce qu'il quitte l'écurie avec effet immédiat. Comme il finançait le programme de l'écurie pour sa participation au championnat WeatherTech SportsCar Championship, celle-ci se met alors à la recherche d'un nouveau pilote qui pourrait financer le reste de la saison. Bien que présente sur la liste des participants pour les 6 Heures de Watkins Glen, la voiture ne participe pas à l'épreuve. Elle ne sera pas revue lors des dernières épreuves de la saison.

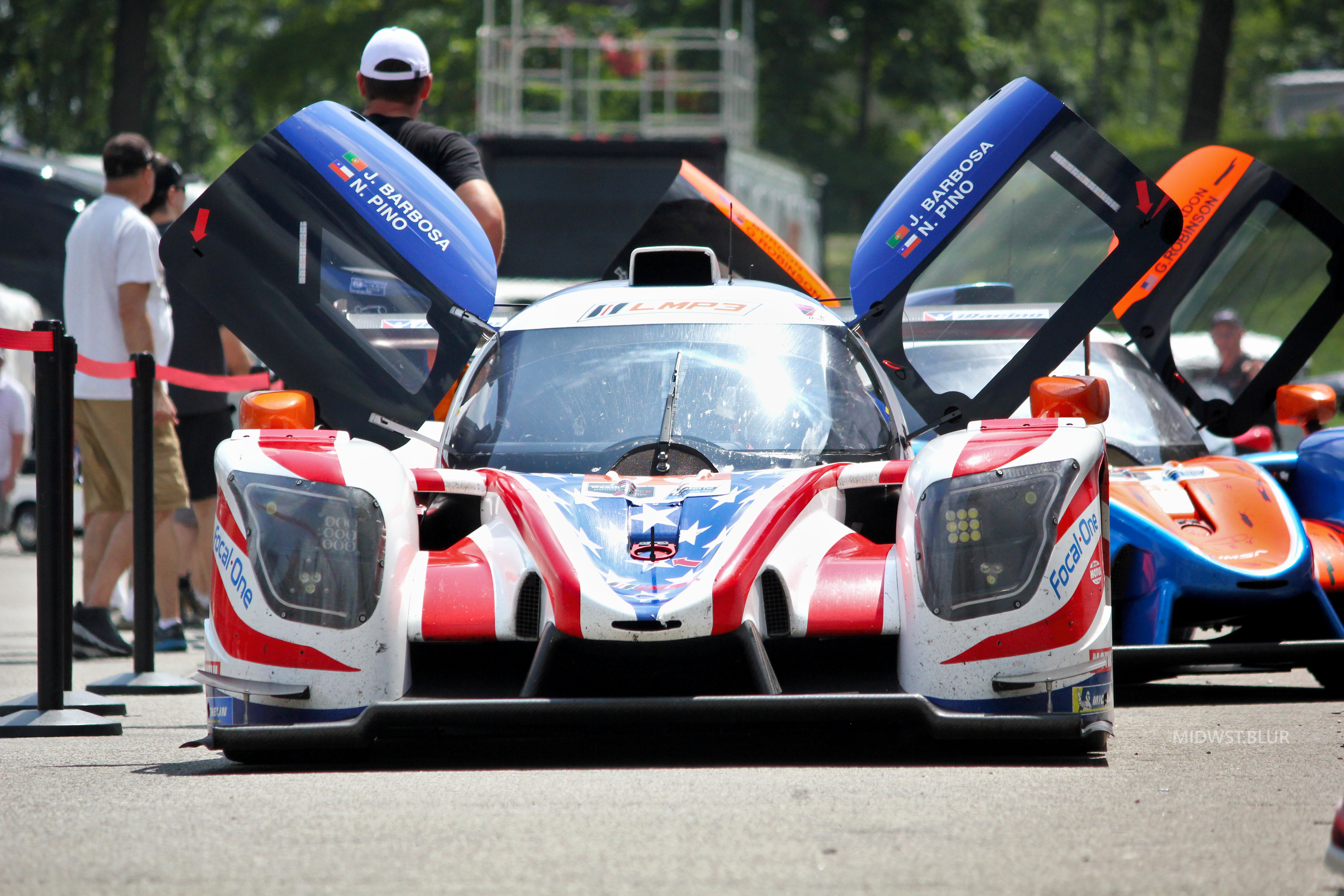
La Ligier JS P320 de Sean Creech Motorsport lors du Road Race Showcase.

En 2022, la Ligier JS P320 de l'écurie Sean Creech Motorsport est de nouveau sur la liste des participants aux 24 Heures de Daytona avec de nouveau comme pilotes João Barbosa et Lance Willsey. Ils avaient été rejoints pour les manches d'endurance par le pilote danois Malthe Jakobsen et le pilote britannique Sebastian Priaulx (en). L'écurie termine le championnat en 4e position, avec une victoire lors des 12 Heures de Sebring et une 3e position lors du Petit Le Mans.

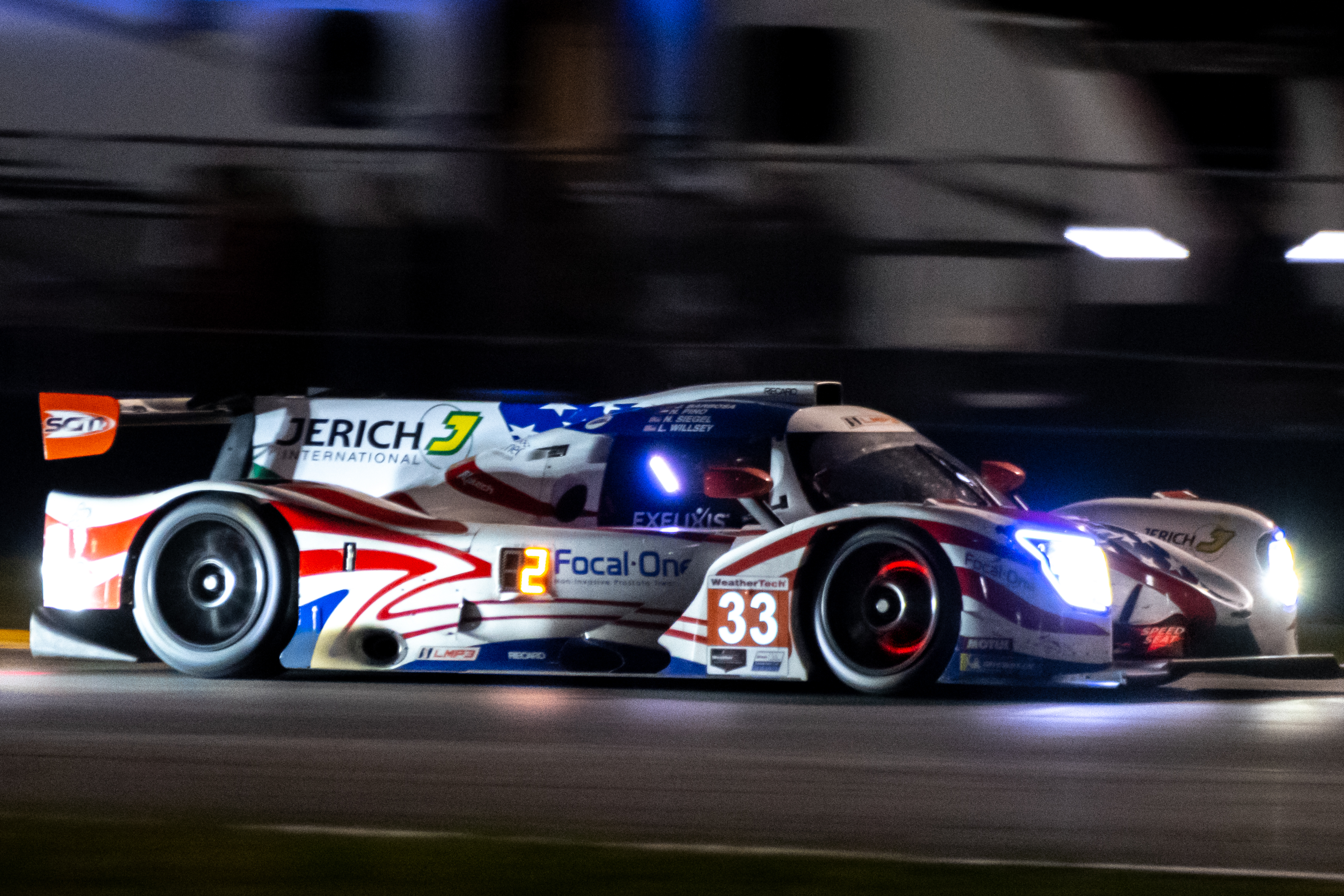
La Ligier JS P320 de Sean Creech Motorsport lors des 24 Heures de Daytona.

En 2023, comme la saison précédente, la Ligier JS P320 est de nouveau inscrite au WeatherTech SportsCar Championship avec comme pilotes João Barbosa et Lance Willsey. Ils sont rejoints pour les manches les plus longues par le pilote chilien Nico Pino et le jeune pilote américain Nolan Siegel (en). L'écurie participe à presque toutes les manches du championnat. Lance Willsey est remplacé par Nico Pino lors du Road Race Showcase. Cependant, une solution ne peut être trouvée pour le Petit Le Mans et la voiture doit déclarer forfait. L'écurie finit le championnat en 5e position avec deux 2e positions lors des 24 Heures de Daytona et du Road Race Showcase. Vu que la saison 2023 était la dernière saison où les voitures de catégorie LMP3 étaient éligible à participer au championnat, le Sean Creech Motorsport annonce que pour la saison 2024, elle participera au championnat avec une voiture de catégorie LMP2, une Ligier JS P217. C'est ainsi que l'écurie fait rouler pour la première fois sa nouvelle voiture en octobre 2023 sur le Daytona International Speedway. Lors des essais officiels IMSA s'étant déroulé à Sebring en novembre 2023, le pilote français Olivier Pla, pilote de développement de l'auto, vient prêter main-forte à l’écurie.

## Résultats

### Résultats enWeatherTech SportsCar Championship
| Année | Classe | no | Voiture            | Pneus | 1     | 2     | 3     | 4     | 5     | 6     | 7     | 8     | Total | Pos. |
| ----- | ------ | -- | ------------------ | ----- | ----- | ----- | ----- | ----- | ----- | ----- | ----- | ----- | ----- | ---- |
| 2021  | LMP3   | 33 | Ligier JS P320     | M     | DAY   | DAY   | SEB 5 | MOH 5 | WGL   | WGL   | ELK   | ATL   | 571   | 9e   |
| 2021  | LMP3   | 33 | Ligier JS P320     | M     | Q 4   | C 2   | SEB 5 | MOH 5 | WGL   | WGL   | ELK   | ATL   | 571   | 9e   |
| 2022  | LMP3   | 33 | Ligier JS P320     | M     | DAY   | DAY   | SEB 1 | MOH 6 | WGL 5 | MOS 6 | ELK 9 | ATL 3 | 1790  | 4e   |
| 2022  | LMP3   | 33 | Ligier JS P320     | M     | Q 5   | C 2   | SEB 1 | MOH 6 | WGL 5 | MOS 6 | ELK 9 | ATL 3 | 1790  | 4e   |
| 2023  | LMP3   | 13 | Duqueine M30 - D08 | M     | DAY 2 | SEB 7 | LGA 5 | WGL 5 | MOS 2 | ELK 6 | ATL   |       | 1415  | 5e   |
| 2024  | LMP2   | 33 | Ligier JS P217     | M     | DAY   | SEB   | WGL   | MOS   | ELK   | IMS   | ATL   |       |       |      |

## Pilotes
- João Barbosa (2021-2024)
- Wayne Boyd (2019-2021)
- Yann Clairay (2021)
- Jonny Edgar (2024)
- Nigel Greensall (2019, 2021)
- Bud Grossenbacher (2020)
- Naj Husain (2019-2020)
- Malthe Jakobsen (2022)
- Anthony Lazzarro (2020-2021)
- Francesco Melandri (2021)
- Nico Pino (2022-2023)
- Sebastian Priaulx (en) (2022)
- Nolan Siegel (en) (2023-2024)
- Lance Willsey (2019-2024)